# 本多政以

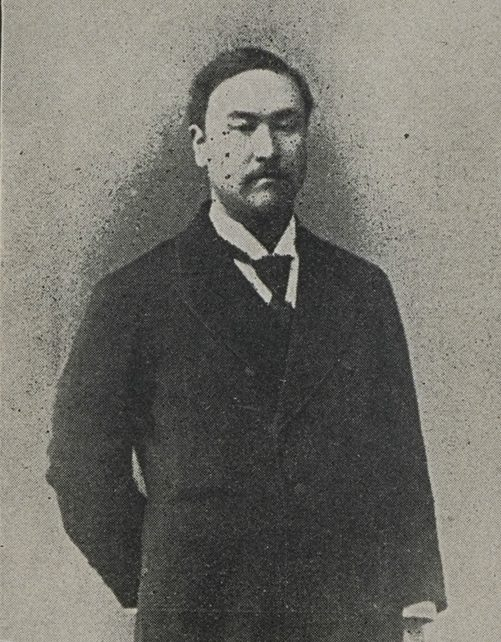
本多政以

本多 政以（ほんだ まさざね、元治元年10月21日（1864年11月20日）- 大正10年（1921年）7月16日） は、加賀八家本多家第12代当主。男爵。貴族院議員。
妻は荒木左次馬の娘。子は本多政樹、長基連。幼名資松。家紋は「丸ノ内立葵」。

## 生涯
加賀藩家老本多政均の長男として生まれる。明治2年（1869年）、父政均が暗殺され5歳で家督を相続する。
明治13年（1880年）泊園書院に入塾、明治24年（1891年）葵製糸場を創業、明治26年（1893年）羽二重機業場に発展させた。明治30年（1897年）石川県農工銀行頭取となる。明治33年（1900年）従五位、男爵に叙され華族となる。明治37年（1904年）7月10日、貴族院男爵議員に就任し、公正会に所属して活動し、1920年（大正9年）12月14日まで在任。大正10年（1921年）7月16日没。享年58。

## 栄典
- 1888年（明治21年）7月20日 - 銀製黄綬褒章[6]

## 親族
- 本多政樹 - 長男。男爵・貴族院議員。
- 長基連 - 次男、男爵長克連の養子。男爵・貴族院議員。
- 茨木清次郎 - 長女の夫。東京音楽学校校長・東京外国語学校校長・松本高等学校校長・東京女子高等師範学校校長・浦和高等学校校長。